# Retrato de Elena Anguissola (Southampton)
El Retrato de Elena Anguissola, datado  en 1551, es una de las primeras pinturas de Sofonisba Anguissola. Cuelga en la Southampton City Art Gallery.

## Descripción
Este retrato muestra a la monja Elena Anguissola, novicia con el nombre de Hermana Minerva. La pintura está firmada y datada pero difícil de leer: : SOPHONISBA ANGUSSOLA VIRGO M [...] TERI HACE.TI PINXIT MDLI. Flavio Caroli completa la inscripción, añadiendo: MONASTERI SANCTI AGOSTINI. Elena Anguissola fue monja en el convento de Sant'Agostino, en Mantua.
La pintura demuestra la capacidad y fuerza expresiva de la pintora, y la preferencia por una fisonomía expresiva, propia de la pintura lombarda del siglo XVI. La atención a la expresión psicológica ilustrada aquí está presente también en otras pinturas de Sofonisba, como Partida de ajedrez de 1555, y en su Autorretrato a la espineta, donde la pintora demuestra la habilidad femenina para jugar al ajedrez o tocar un instrumento musical como parte esencial de la educación de una joven mujer noble.
El Retrato de Elena Anguissola estuvo en la colección del Conde de Yaborough, quedando allí hasta 1936, cuando fue adquirido por el museo de Southampton. Según Rossana Sacchi antiguamente se atribuyó a Tiziano. Solo más tarde fue reconocido como trabajo de Sofonisba Anguissola y retrato de su hermana Elena.
La joven religiosa aparece sobre un fondo oscuro. Sostiene un librito en sus manos, con tapas de cuero rojo y adornos de oro. El estilo de la pintura recuerda a Correggio, Lorenzo Lotto, y también Bernardino Gatti. Anguissola cuida los detalles y capta la intensidad de la mirada y la calma de la monja: crea una imagen silenciosa y contemplativa, construida alrededor de la geometría casi sólida del hábito monacal.